# Nucara
Nucara là một chi bướm đêm thuộc họ Geometridae.